# Azetidin-2-on
Azetidin-2-on je heterocyklická sloučenina skládající se z nasyceného čtyřčlenného cyklu tvořeného třemi atomy uhlíku a jedním atomem dusíku, obsahuje i ketonovou funkční skupinu. Jedná se o nejjednodušší β-laktam a základní strukturní jednotku β-laktamových antibiotik a inhibitorů absorpce cholesterolu.